# Lâu đài Bratislava
Lâu đài Bratislava (tiếng Slovak: Bratislavský hrad, IPA: [ˈbɾatislaʊ̯skiː ˈɦɾat] ⓘ, tiếng Đức: Pressburger Schloss, tiếng Hungary: Pozsonyi Vár) là lâu đài ở Bratislava, Slovakia.

## Lịch sử
Lịch sử lâu đài được xây dựng với vật liệu bằng đá mới bắt đầu vào thế kỷ thứ 10, nhưng công việc bị trì hoãn. Tuy nhiên, dưới thời vua István I (1000-1038) lâu đài đã là một trong những lâu đài trung tâm của Vương quốc Hungary. Năm 1052, vua Henry III của đế quốc La Mã thần thánh đã chiếm giữ lâu đài. Lâu đài là nơi ở của vua Solomon của Hungary và Stephen III của Hungary gần 100 năm sau. Vào thế kỷ thứ 12, lâu đài trở thành cung điện của vua Béla III của Hungary. Vào ngày 25 tháng 10 năm 1265, lâu đài trở thành nơi ở của vua Ottokar I của Bohemia. Vào năm 1285-86, Nicholas Kőszegi quý tộc đã chiếm giữ lâu đài để sử dụng nó làm cơ sở cho một cuộc nổi loạn chống lại nhà vua Hungary, nhưng ông đã bị đánh bại. Không lâu sau đó, 1287-1291, công tước người Áo Albrecht I của Đức hỗ trợ Nicholas chiếm giữ lâu đài nhưng đã bị Matthew III Csák đánh bại. Vào năm 1302-1312 / 1322 bởi Công tước Rudolf IV của Áo đã chiếm đóng lâu đài. Vào năm 1385, vua Sigismund của Thánh chế La Mã đã chiếm giữ lâu đài. Lâu đài đã được Stibor of Stiboricz tái chiếm vào năm 1389. Vào một thời điểm giữa 1420 và 1430, Vua Sigismund (Hoàng đế La Mã thần thánh) đã quyết định làm cho Lâu đài Bratislava trở thành vị trí trung tâm của đế chế Đức-Séc-Hungary mới của ông.
Năm 1536 (thực tế là vào năm 1531), sau khi người Thổ Nhĩ Kỳ (Đế chế Ottoman) đã chinh phục Hungary, Lâu đài trở thành lâu đài hoàng gia quan trọng nhất và là trụ sở chính thức của các vị vua của Hoàng gia Hungary. Đồng thời, từ đầu thế kỷ 16, Pressburg và lâu đài của nó đã phải đối mặt với nhiều cuộc nổi dậy chống Habsburg ở Hoàng gia Hungary trên lãnh thổ Slovakia. Vua Ferdinand I của Thánh chế La Mã đã xây dựng lại thành lâu đài thời Phục hưng bởi các nhà xây dựng và nghệ sĩ người Ý, như Giulio Licino da Pordanone và Maciotanus Ulisses từ Rome, giữa năm 1552 và 1562 (nhưng một số công việc tiếp tục ngay cả sau đó). Người thiết kế và giám sát chính của công trình là kiến trúc sư người Ý, Pietro Ferrabosco, người đã phục vụ hoàng đế ở Vienna.
Vì một số thay đổi thời Phục hưng đã được thực hiện trong sự vội vàng (đặc biệt là mái nhà bằng gỗ), ngay từ năm 1616, một công trình kiến trúc Baroque sớm, dần dần bắt đầu dựa trên một thiết kế của kiến trúc sư hoàng gia chính, ông Rachel Battista Carlone. Các công trình đã được tăng cường vào năm 1635 và hoàn thành vào khoảng năm 1647. Nó chủ yếu được tài trợ bởi Bá tước Paul Pálffy (Pálfi), đội trưởng của lâu đài và quận trưởng quận Pozsony. Cái nhìn mà lâu đài nhận được thông qua việc chuyển đổi này về cơ bản là diện mạo mà lâu đài vẫn giữ cho đến hiện tại. Phần phía bắc và phía tây của tòa nhà chính đã được xây mới và một tầng 3 mới được thêm vào trong toàn bộ tòa nhà, lối vào chính được chuyển về giữa bức tường, các công sự cổ được cải thiện, nhà nguyện được chuyển từ phần phía nam đến phần phía bắc (Hội trường âm nhạc ngày nay) và 2 tòa tháp mới đã được thêm vào - mang lại tổng cộng 4 tòa tháp hiện tại ở các góc.
Năm 1653, tất cả trần nhà bằng gỗ trở nên xấu và phải được thay thế trong những năm tiếp theo vi những bức tranh quý giá được đặt trên chúng bị mất. Mười năm sau, đối mặt với một trong những cuộc tấn công thường xuyên của Thổ Nhĩ Kỳ (Ottoman) vào lãnh thổ Slovakia, các công sự được cải thiện dưới sự lãnh đạo của kỹ sư quân sự Josef Priami của Triều đình Hoàng gia ở Vienna. Những cải tiến tiếp theo của các công sự tiếp theo vào khoảng năm 1673. Cổng Vienna ngày nay được xây dựng vào dịp lễ đăng quang của Karl VI, Hoàng đế La Mã Thần thánh vào năm 1712 và nó được sử dụng làm lối vào chính của khu vực lâu đài kể từ đó.
Vào năm 1740, lâu đài trở thành nơi ở của Maria Theresia của Áo, một chuyển đổi tương ứng của lâu đài quốc phòng thành một nơi ở của hoàng gia hiện đại (vào thời điểm đó) đã được thực hiện từ năm 1761 đến 1766. Tuy nhiên, những thay đổi nhỏ đã được thực hiện sớm nhất là từ năm 1740 trở đi: bên cạnh những thay đổi khác nhau trong nội thất, một khu vườn lớn đã được thêm vào ở phía bắc của địa điểm và Franz I, Hoàng đế La Mã Thần thánh (chồng của Maria Theresa, người quan tâm đến thực vật học) đã tạo ra một khu vườn nhỏ về phía đông của tòa nhà lâu đài. Nhà thiết kế chính cho đến năm 1757 là J. B. Martinelli.
Những thay đổi lớn bên trong lâu đài (theo phong cách rococo) đã được bắt đầu vào năm 1760. Nhà thiết kế chính mới từ năm 1761 đến 1762 là Franz Anton Hillebrandt. Một tòa nhà một tầng mới cho nhà bếp, người hầu và ngựa đã được thêm vào bức tường phía tây của lâu đài. Vì nguồn cung cấp nước cho lâu đài không đủ, Maria Theresa đã nhờ Johann Wolfgang von Kempelen xây dựng một đường ống nước đặc biệt lấy nước từ một chiếc xe tăng trong thị trấn ở bờ sông Danube bằng máy bơm. Cầu thang trên khắp lâu đài được xây dựng lại với độ dốc thấp hơn, theo yêu cầu của Maria Theresa, để cho phép cô cưỡi ngựa. Kết quả của những thay đổi này, như đối với bên ngoài của chính cung điện và cổng công trường, rất giống với Lâu đài Bratislava ngày nay.
Vì thống đốc không có đủ không gian, nên một cung điện mới (sau này gọi là Theresianum) được xây dựng ở bức tường phía đông của tòa nhà lâu đài vào năm 1767 - 1770. Nó được Hillebrandt thiết kế theo phong cách cổ điển. Đồ đạc của nó rất đắt và quý và bao gồm hàng trăm đồ vật nghệ thuật. Tầng đầu tiên là nhà của một phòng trưng bày gia đình, sau này trở thành cơ sở của Phòng trưng bày Albertina ngày nay ở Vienna.
Ngoài ra, một trường học cưỡi ngựa mùa đông đã được thêm vào ở cuối phía bắc của lâu đài, một trường học cưỡi ngựa mùa hè được đặt trực tiếp trong sân lâu đài, cả hai khu vườn lâu đài đều được điều chỉnh (theo kiểu Schönbrunn), và chiếu sáng ban đêm bằng đèn dầu trên đường vào lâu đài lần đầu tiên trong lịch sử. Năm 1770, chính Maria Theresa đã ra lệnh cung cấp thêm các bức tranh và đồ nội thất có giá trị cho cả lâu đài chính và Theresianum.
Văn phòng thống đốc Vương quốc Hungary đã bị bãi bỏ lại vào năm 1781 bởi vị vua mới Joseph II của Thánh chế La Mã. Năm 1783, Pressburg không còn là trụ sở của chính quyền trung ương của vương quốc. Họ đã được chuyển đến Buda (nay là Budapest). Những viên ngọc quý của Vương quốc Hungary đã được chuyển đến Hofburg ở Vienna.
Năm 1802, lâu đài trỡ thành doanh trại. Năm 1809, lâu đài bị bắn phá bởi đại bác bởi quân đội của Napoleon. Vào ngày 28 tháng 5 năm 1811, một trận hỏa hoạn xảy ra tại lâu đài. Lâu đài bị phá hủy dần xuống cấp. Quân đội đã bán một phần của các tòa nhà lâu đài chính làm vật liệu xây dựng ở các khu vực xung quanh. Giữa hai cuộc chiến tranh thế giới, những nỗ lực đã được thực hiện để phá hủy lâu đài để xây dựng các văn phòng chính phủ.
Vào năm 1953, việc quyết định khôi phục lại lâu đài bắt đầu và các công trình phục hồi lâu dài bắt đầu vào năm 1957. Vào ngày 6 tháng 6 năm 2010, việc xây dựng lại sân danh dự của lâu đài Bratislava đã được hoàn thành với một buổi lễ ra mắt trên truyền hình quốc gia lớn.

## Kiến trúc
- Tháp: gồm 4 tòa tháp
- Giếng nước: sâu 80 mét
- Tường: các bức tường bên ngoài và bên trong hành lang được xây dựng theo kiến trúc Gothic và Phục hưng cũ
- Cầu thang: được xây dựng theo phong cách Baroque
- Phòng: phòng triển lãm, Hội trường âm nhạc, Hội trường Hiệp sĩ.